# Alta tensió (pel·lícula)
Alta tensió (títol original en anglès The Living Daylights) és una coproducció britànico-estatunidenca dirigida l'any 1987 per John Glen. Aquesta pel·lícula ha estat doblada al català.

## Argument
El General Giorgi Koskov, agent de la KGB, planeja una escapatòria durant un concert a Bratislava amb la finalitat de fugir del seu país. Una jove violoncel·lista anomenada Kara Milovy, i que actua en l'orquestra, falla en el seu intent d'assassinar Koskov, gràcies a la intervenció de James Bond. En un amagatall del Servei Secret Britànic, Blayden, el desertor revela l'existència d'una perillosa operació dels soviètics, anomenada "smiert spionam" o "mort als espies", que té com a objectiu l'assassinat d'un gran nombre d'agents britànics i americans. En aquesta missió, James Bond haurà de localitzar i neutralitzar el responsable de l'operació, el General Pushkin, home que és successor del General Gogol en els serveis secrets del seu país.

## Repartiment
- James Bond: Timothy Dalton
- Miss Moneypenny: Caroline Bliss
- M: Robert Brown
- Q: Desmond Llewelyn
- Felix Leiter: John Terry
- Brad Whitaker: Joe Don Baker
- Kara Milovy: Maryam d'Abo
- Kamran Shah: Art Malik
- General Georgi Koskov: Jeroen Krabbé
- General Leonid Pushkin: John Rhys-Davies
- Sir Fredrick Gray (Ministre de Defensa): Geoffrey Keen
- General Anatol Gogol: Walter Gotell
- Necros: Andreas Wisniewski

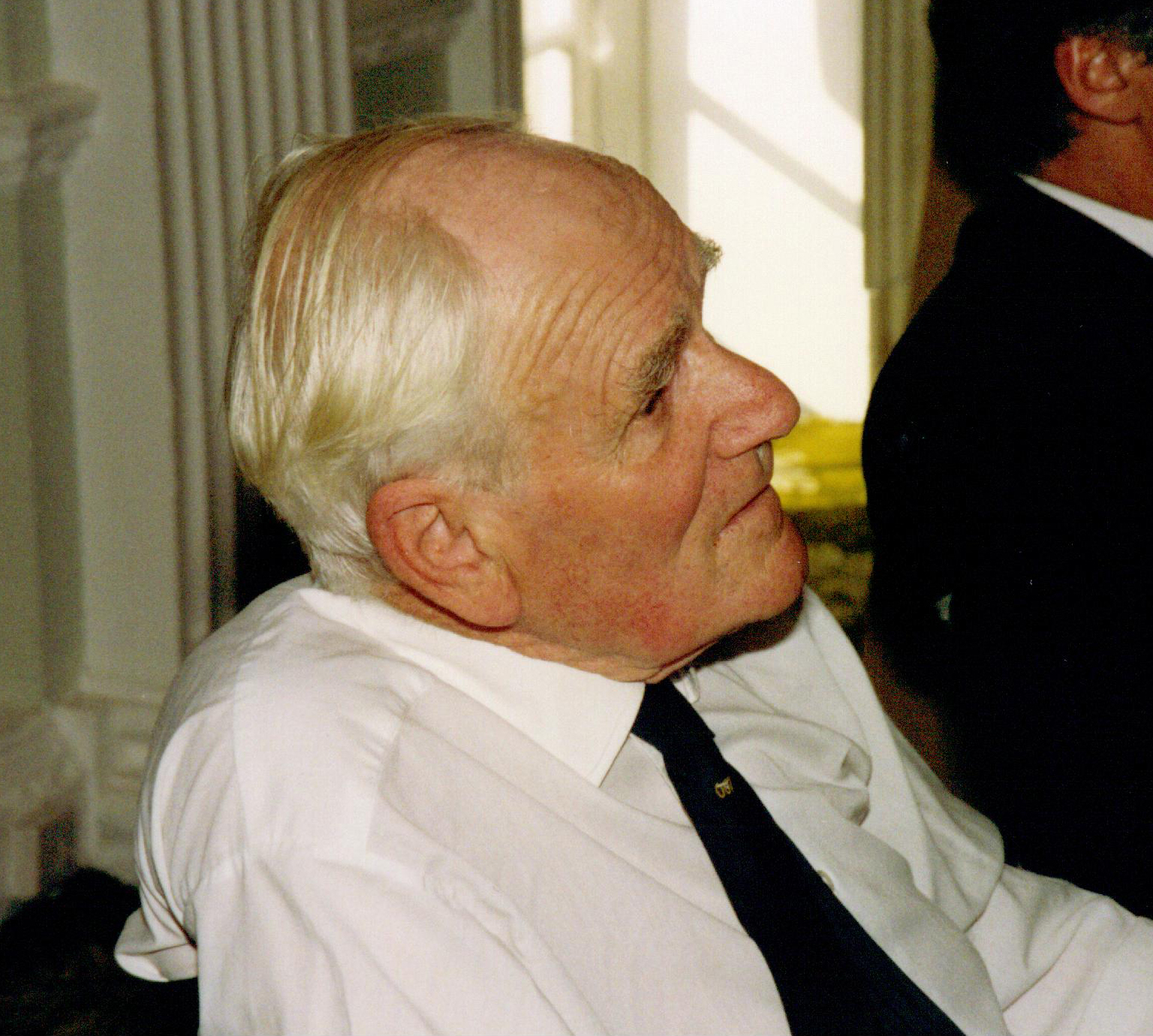
Desmond Llewelyn
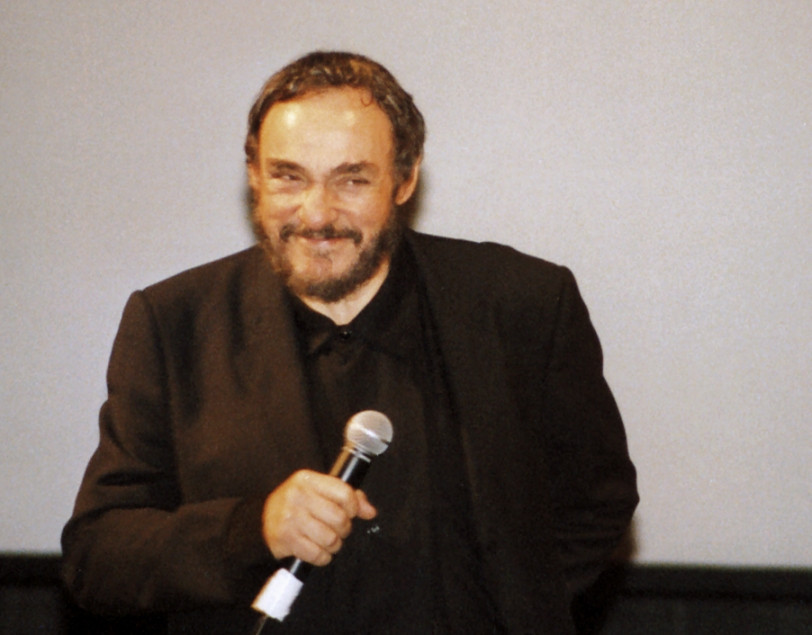
John Rhys-Davies
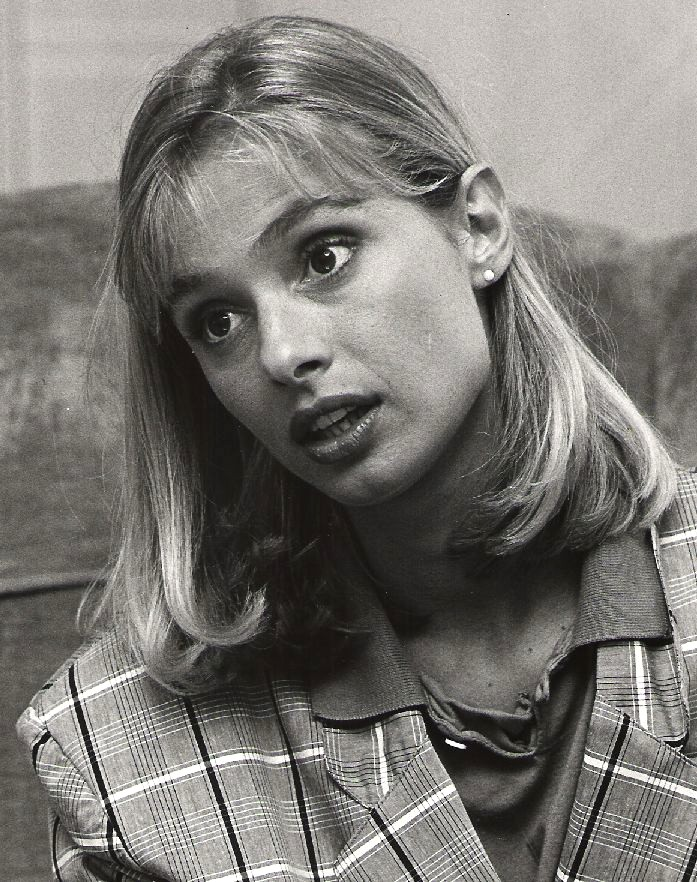
Maryam d'Abo